# Sokotraskarv
Sokotraskarv (Phalacrocorax nigrogularis) är en fågel i familjen skarvar inom ordningen sulfåglar som enbart förekommer kring Arabiska halvön. Den minskar kraftigt i antal.

## Utseende
Sokotraskarven är en stor skarv med en kroppslängd på 80 centimeter. Den är svartaktig med bronsgrön glans på rygg och vingar. I häckningsdräkt är den än glansigare med små vita fläckar på halsen. Liknande storskarven är större, har kraftigare näbb samt vitt ansikte och vit haka.

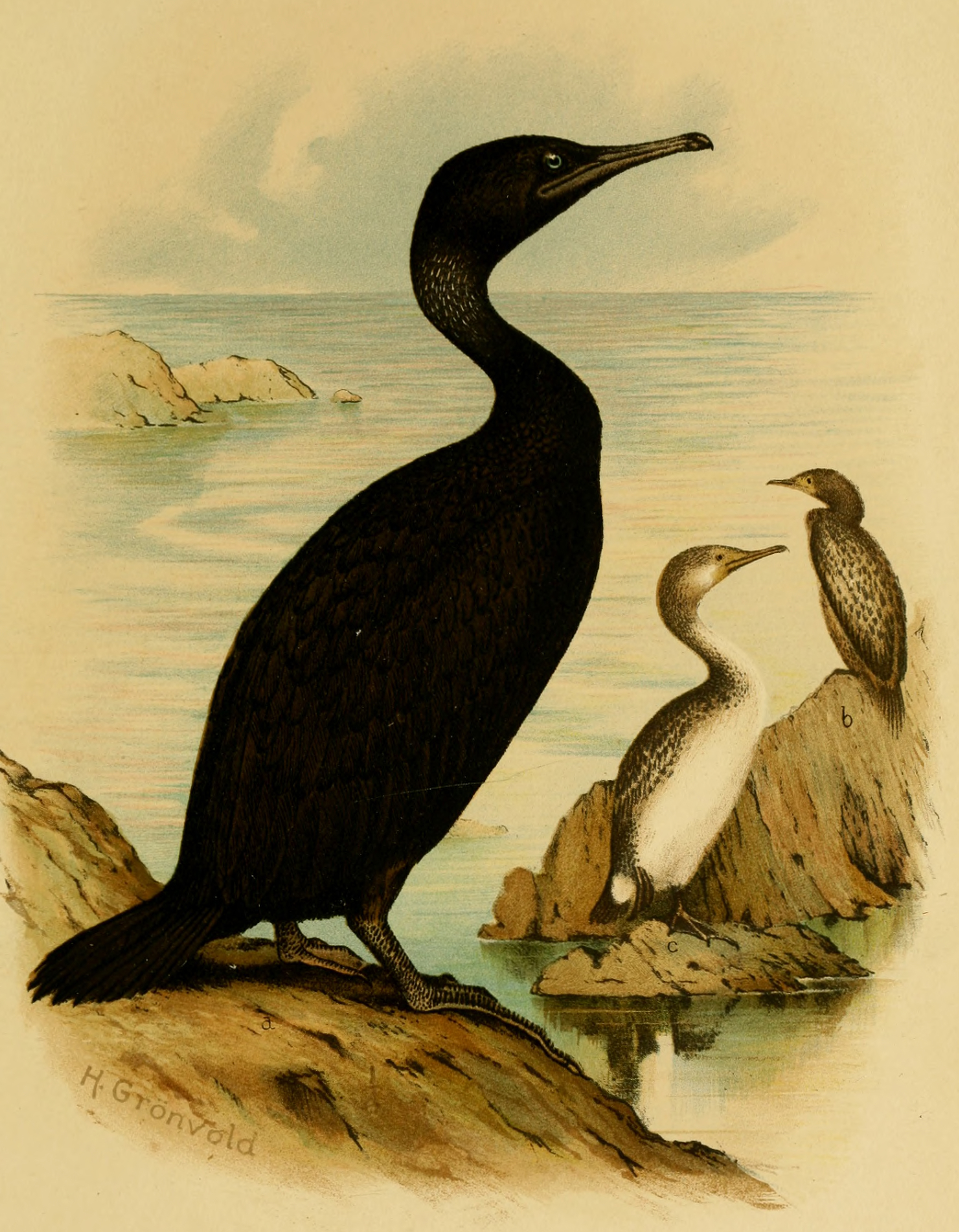

## Utbredning
Fågelns utbredningsområde är längs kusterna och öarna i Persiska viken. Den förekommer i två delpopulationer, dels i norr i Persiska viken på öar utmed Bahrain, Förenade Arabemiraten, Saudiarabien, Qatar och möjligen också Iran (dock ingen bekräftad häckning sedan 1972), dels på en eller flera öar i Arabiska sjön utanför Oman och i Adenviken utanför Jemen. I mars 2005 noterades den också häcka på vid Sokotra. Minst tre fjärdedelar av världspopulationen finns i tre kolonier, den största på Suwad al Janubiyah i Hawaröarna. Sokotraskarven förekommer också utmed kusten och öarna utanför centrala och södra Eritrea, framför allt vintertid, och misstänks häcka utanför Danakilkusten, men detta har inte bekräftats. Vintertid ses den även så långt norrut som Kuwait, där den även har häckat. Fågeln är en tillfällig gäst i Indien.

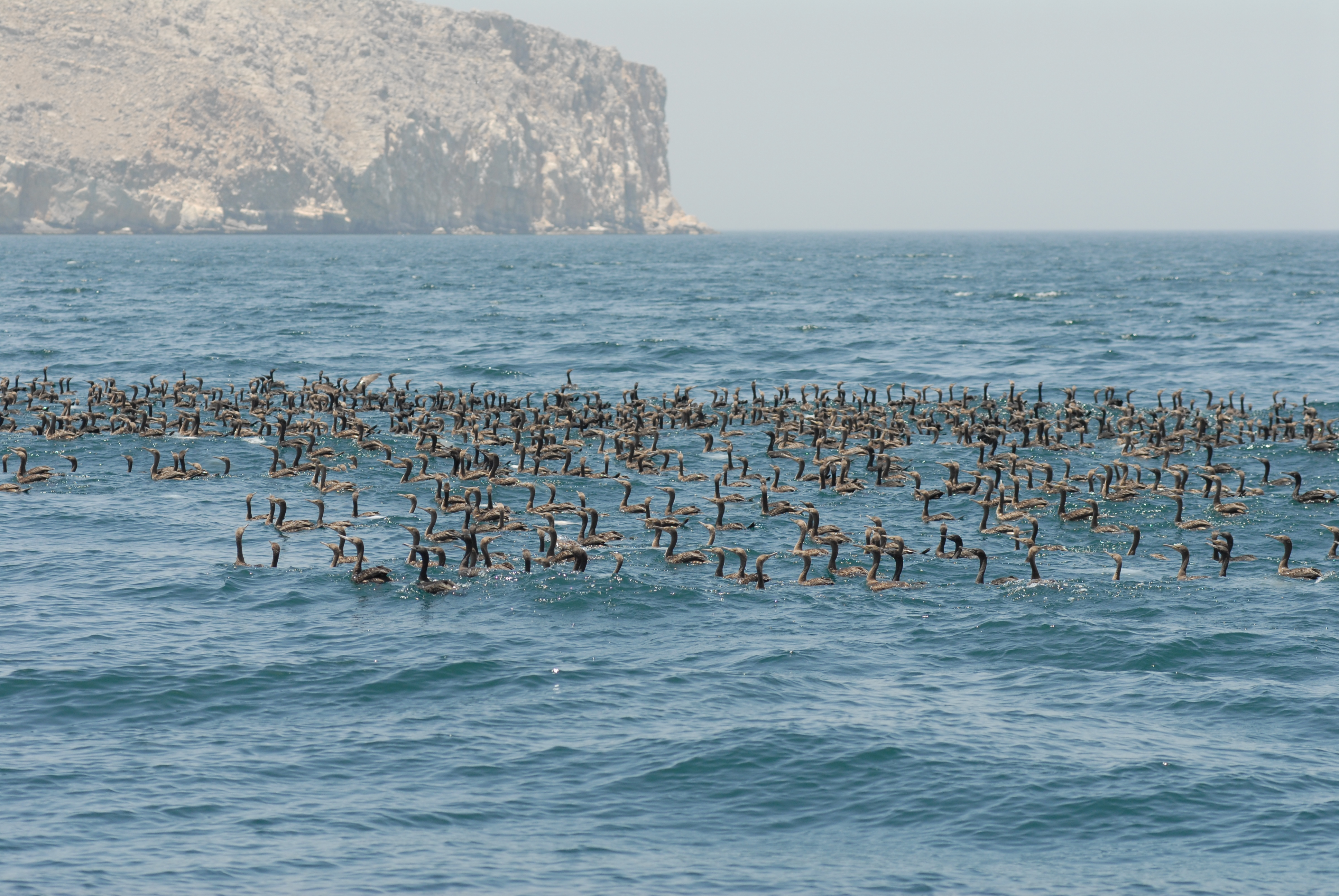
Sokotraskarvar utanför Khasab, Oman.

## Skarvarnas släktskap
Skarvarnas taxonomi har varit omdiskuterad. Traditionellt har de placerats gruppen i ordningen pelikanfåglar (Pelecaniformes) men de har även placerats i ordningen storkfåglar (Ciconiiformes). Molekulära och morfologiska studier har dock visat att ordningen pelikanfåglar är parafyletisk. Därför har skarvarna flyttats till den nya ordningen sulfåglar (Suliformes) tillsammans med fregattfåglar, sulor och ormhalsfåglar.

## Levnadssätt
Sokotraskarven är en mycket social fågel som året runt ses i stora samlingar. Arten är uteslutande havslevande och förekommer i närheten av näringsrika uppvällningar. Den häckar på utliggande öar med platta sand- eller grusstränder i kolonier som består av alltifrån 50 till tiotusentals par. Utanför häckningstid ses den på klippiga avsatser eller öar.

### Föda
Fågeln lever huvudsakligen av stimlevande småfisk som den dyker efter till mer än 18 meters djup. Data saknas om exakt vilka byten den tar men tros inta sardiner, taggmakrillarna Selar crumenophthalmus och Atule mate, silversidefisken Atherinomorphus lacunosus, näbbgäddan Hemiramphus far och kaninfisken Siganus javus.

## Status och hot
Sokotraskarven har ett rätt litet utbredningsområde och minskar kraftigt i antal till följd av störningar från människan, oljeutsläpp och exploatering. Internationella naturvårdsunionen IUCN kategoriserar därför arten som sårbar. Världspopulationen uppskattas till 110.000 par. Arten har försvunnit från tolv kolonier i norr sedan 1960-talet, vilket motsvarar en minskning med upp till 80.000 par. Mellan 1980 och 1992 minskade antalet häckande par i Saudiarabien med 75%.